# Ларрі Маґвайр
Ларрі Маґвайр (англ. Larry Maguire; нар. 1 червня 1949, Манітоба) — канадський політик, депутат Палати громад Канади від  округу Brandon-Souris, фермерський активіст, член Консервативної партії Канади. 
Неодноразово висловлював симпатії до України, постійний учасник дня вишиванки. Крім того, працював з українськими інтернами в палаті громад Канади.